# Web Entertainment
Web Entertainment Records es una compañía discográfica cuya sede está en Detroit, dirigido por los hermanos Bass. Es conocida por ser la compañía productora de los dos primeros álbumes independientes de Eminem (Marshall Mathers), Infinite y el demo The Slim Shady EP, antes de firmar por Aftermath Entertainment de Dr. Dre. Web Entertainment ha sido acreditado en los principales álbumes de Eminem como sello discográfico secundario, al ser los Bass brothers quienes han producido y coproducido varias de sus pistas. También esta compañía produjo un álbum de King Gordy (rapero de Detroit) llamado The Entity.

## Artistas reconocidos
- King Gordy
- Eminem